# Mogoșoaia
Mogoșoaia es una comuna en el oeste del distrito de Ilfov, Rumania, compuesta por un solo pueblo, Mogoșoaia.
A fines del siglo XVII, Constantino Brancovan compró tierras aquí y, entre 1698-1702, construyó el Palacio de Mogoșoaia.